# Бањски Суви До
Бањски Суво До (често само Суви До; алб. Suhadoll i Banjës) је насеље у општини Звечан на Косову и Метохији. Атар насеља се налази на територији катастарске општине Бањска површине 1766 ha. Већином су куће груписане. Нема асфалтног пута, а мало кућа има водовод, практично село ће остати без становника.

## Географски положај
Село Бањска Суви До налази се на 15 километара северно-западно од Звечана и 3 километра од Бањске у подножју планине Церовик на обронцима Рогозне. Њиве су ниже кућа на алувијалној равни и по странама долина на местима: Барица, Њиветак, Присоје, Лончић, Ћава, Валоге, Брекиње, Лаз, Смрдан у потоку истог имена, Орловац иде до „паде“ (пута), Зогова Чукара, Козаревац у потоку истог имена; шуме су у Церовику, Борови, Цкладовима, Црквеном Потоку, Костином Потоку, Синановој Ступи, Кошарчини, Грабову Потоку, Гувнини, Белој Води и Белом Потоку; испаше су по шумама и пропланцима, у долинама сеоских потока и по Смрданском Кршу. Гробље је у селу, близу кућа. Вода се употребљава са Извора Водице, Кладенца, Блата под Преслом у долини Козаревца, Трешњице, Смрдана, Јасикове Воде и са једног бунара. Кроз село протичу Суви До, који има знатно виши ниво од суседне Бањске Реке ц којом тече готово упоредно; у Суви До утичу Бели Поток, Козаревац и Смрдан. Сви потоци и речица Суви До пресушују. На Козаревцу је сеоска воденица.

## Историја
За ово село је мало поузданих података јер се не помиње у историјским списима и о њему се веома мало зна, а по народном предању у село је дошла крајем 18. века једна породица и од ње потичу сви каснији житељи овог села. Као село „Суходол“ забележено је 1832. год. Године 1948. имало је 105 становника. После Другог светског рата до укудања општине Бањска број становника је био у порасту, али од тада број становника села се смањује и остала су старачка домаћинстава.

## Порекло становништва по родовима
Село је старије од његова прва спомена 1832. године. У њему је стари род:
- Недељковићи, 2 куће, слава Св. Јован Златоусти (12. ХП).

Остали родови у селу:
- Дробњаци, Орловићи, слава Ђурђевдан; предак се доселио из Каменице на Ибру и затекао Недељковиће са кућама на Ћави. Од њега су:
- Максимовићи, 4 куће, Вукићевићи, 2 куће, Радосављевићи, 2 куће, Анђелковићи, 5 кућа. По предању све дробњачке породице у Бањској (Ловцу, Локви, Липовици и у Бањском Сувом Долу) су „с једног огња“. Тада су имали заједничко презиме Орловићи са кућом у колашинским Горњим Стрмцима.

## Демографија
Према проценама из 2009. године које су коришћене за попис на Косову 2011. године, ово насеље је имало 6 становника, већина Срби.
| Година       | 1948 | 1953 | 1961 | 1971 | 1981 | 1991 | 2011 |
| ------------ | ---- | ---- | ---- | ---- | ---- | ---- | ---- |
| Становништво | 105  | 106  | 99   | 89   | 46   | 51   | 6    |

|  |